# Comarmondia gracilis
Comarmondia gracilis é uma espécie de gastrópode do gênero Comarmondia, pertencente a família Clathurellidae.